# Уда, Коносукэ
Коносукэ Уда (яп. 宇田 鋼之介 Уда Ко:носукэ, 1 февраля 1966, Сидзуока, Япония) — японский режиссёр, самой известной работой которого является аниме One Piece. Он является режиссёром как самого телесериала, так и нескольких полнометражных фильмов: фильма четвёртого («One Piece: Dead end no bouken») и фильма седьмого («One Piece: Karakuri-jou no mecha kyohei»). Также известен как режиссёр нескольких серий аниме Сейлор Мун в 1994 и 1995 годах.

## Список работ
- Kingyo Chuuihou! (1991–1992) — ассистент режиссёра, режиссёр нескольких серий
- Sailor Moon R (1993–1994) — режиссёр нескольких серий
- Sailor Moon S (1994–1995) — режиссёр нескольких серий
- Sailor Moon SuperS (1995–1996) — режиссёр серий 148, 155
- Gegege no Kitaro (1996–1998) — режиссёр серий 44, 59, 65
- Kindaichi Shounen no Jikenbo (1997—2000) — режиссёр нескольких серий
- Galaxy Express 999: Eternal Fantasy (1998) — режиссёр
- One Piece (1999–2006) — режиссёр
- Kakyuusei (1999) — сценарий 9 серии
- One Piece: Dead end no bouken (2003) — режиссёр
- One Piece: Karakuri-jou no mecha kyohei (2006) — режиссёр
- Binbou Shimai Monogatari (2006) — сценарий серий 6 и 9
- Lovely Complex (2007) — режиссёр
- Niji-iro Hotaru: Eien no Natsuyasumi (2012) — режиссёр
- Ginga e Kickoff!! (2012–2013) — режиссёр
- Majin Bone (2014–2015) — режиссёр
- Days (2016) — режиссёр